# Département Marengo

Das Département Marengo, Mitte unten

Marengo ist ein ehemaliges französisches Département.
Der Name leitet sich von der Schlacht bei Marengo in Marengo, einem Vorort von Alessandria, im Jahre 1800 ab.
Es wurde am 11. September 1801 aus Teilen des annektierten Piemont gegründet und bestand bis  1814. Das Gebiet gehört heute zu den Provinzen Alessandria und Asti.
Es bestanden drei Arrondissements mit folgenden Kantonen:
- Alessandria: Felizzano, Valenza, Castellazzo, Cassine, Sezzé, Bosco,
- Asti: Cocconato, Castelnuovo, Montafia, Villanova d’Asti, Montechiaro, Tigliole, San Damiano, Portacomaro, Rocca d’Arazzo, Costigliole, Mombercelli, Canelli,
- Casale: Gabiano, Moncalvo, Pontestura, Rosignano, Ticineto, Montemagno, San Salvatore.